# Micra trixina
Micra trixina är en tvåvingeart som beskrevs av Zetterstedt 1838. Micra trixina ingår i släktet Micra och familjen parasitflugor.
Artens utbredningsområde är Norge. Inga underarter finns listade i Catalogue of Life.